# Nudaurelia rhodina
Nudaurelia rhodina is een vlinder uit de familie nachtpauwogen (Saturniidae), onderfamilie Saturniinae.
De wetenschappelijke naam van de soort is, als Imbrasia rhodina, voor het eerst geldig gepubliceerd door Rothschild in 1907.